# Zakochany głupiec
Zakochany głupiec (ang. Flashbacks of a Fool) – brytyjski dramat obyczajowy z 2008 roku w reżyserii Baillieego Walsha. Wyprodukowany przez wytwórnię Walt Disney Studios Motion Pictures i Anchor Bay Entertainment.
Premiera filmu odbyła się 13 kwietnia 2008 w Wielkiej Brytanii. Zdjęcia do filmu zrealizowano w Londynie w Anglii w Wielkiej Brytanii oraz w Południowej Afryce.

## Opis fabuły
Aktor Joe Scot żyje w luksusie, lecz jest samotny. Pewnego dnia otrzymuje wiadomość o śmierci przyjaciela. Powraca do Anglii, gdzie musi zmierzyć się z wspomnieniami.

## Obsada
Źródło: Filmweb
- Daniel Craig jako dorosły Joe Scot
- Harry Eden jako nastoletni Joe Scot
- Felicity Jones jako młoda Ruth
- Olivia Williams jako Grace Scot
- Jodhi May jako Evelyn Adams
- Helen McCrory jako Peggy Tickell
- Miriam Karlin jako pani Rogers
- Eve jako Ophelia Franklin
- Claire Forlani jako dorosła Ruth
- Mark Strong jako Manny Miesel